# Chapman Township (Pennsylvanie)
Pour les articles homonymes, voir Chapman Township.
Chapman Township est un township, situé au nord-est du comté de Clinton, aux États-Unis,. En 2010, il comptait une population de 848 habitants.

## Démographie
Lors du recensement de 2010, le township comptait une population de 848 habitants. Elle est également estimée, en 2018, à 849 habitants.

### Source de la traduction
- (en) Cet article est partiellement ou en totalité issu de l’article de Wikipédia en anglais intitulé « Chapman Township, Clinton County, Pennsylvania » (voir la liste des auteurs).